# 施托克斯山城堡

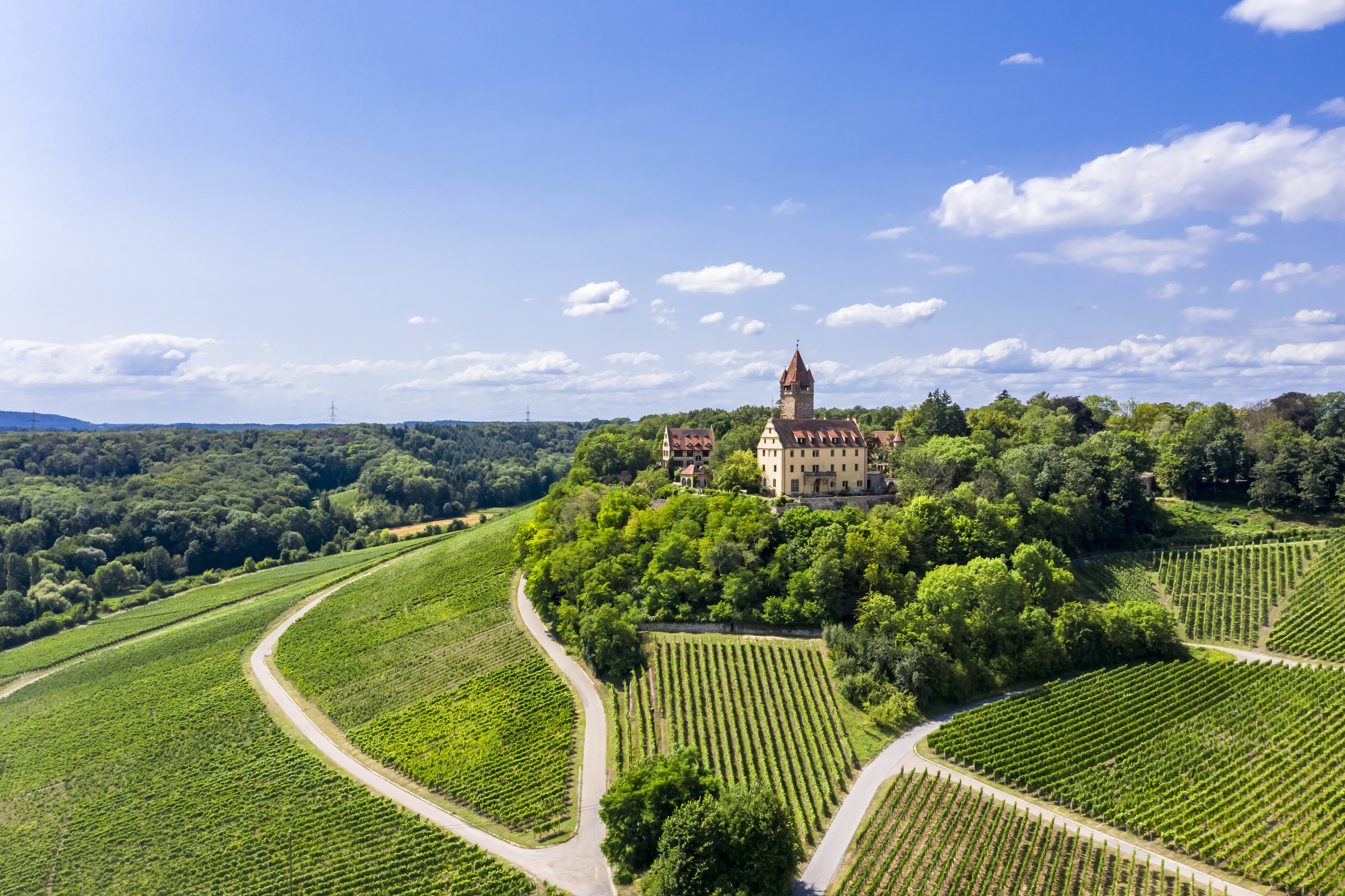
施托克斯山城堡

施托克斯山城堡（Schloss Stocksberg）是位于德國巴登-符腾堡北部海尔布隆县布拉肯海姆施托克海姆的一個法式城堡。这座城堡不对公众开放。當地的文物保护部门修复和翻新過該城堡。